# Josep de Bofarull i Miquel
Josep de Bofarull i Miquel (Reus, 24 d'octubre de 1734 - Reus, 29 d'abril de 1809) fou un comerciant i empresari català.

## Biografia
Josep de Bofarull i Miquel era fill de Josep de Bofarull i Gavaldà i de Maria Miquel i Pagès, i germà de Casimir de Bofarull i Miquel.
Conjuntament amb un altre germà seu, Francesc de Bofarull i Miquel va continuar l'activitat econòmica familiar, sobretot el comerç de l'aiguardent, amb la raó social "José y Francisco de Bofarull". Va ser regidor degà a Reus els anys 1801, 1802 i 1803, i regidor els anys 1807 i 1808. Va dirigir la societat familiar amb encert i els plets que va tenir per reclamar deutes sempre els va guanyar. El seu germà Francesc, sempre va viure a la seva ombra, encara que va ser Síndic personer a Reus i administrador de l'Ermita de Misericòrdia. Els primers anys del segle xix Josep tenia fortuna suficient com per fer préstecs a particulars, adquirir finques i comprar censals. Al morir, va ser enterrat a l'església de Sant Francesc. Casat amb Maria Morell, va ser pare de diversos fills i filles, entre ells Vicenç de Bofarull i Morell i Francesc Policarp de Bofarull i Morell. Una filla, Josepa de Bofarull i Morell, es va casar amb Ramon de Nicolau i de Folch, cavaller i comerciant.